# AFC Champions League 2007

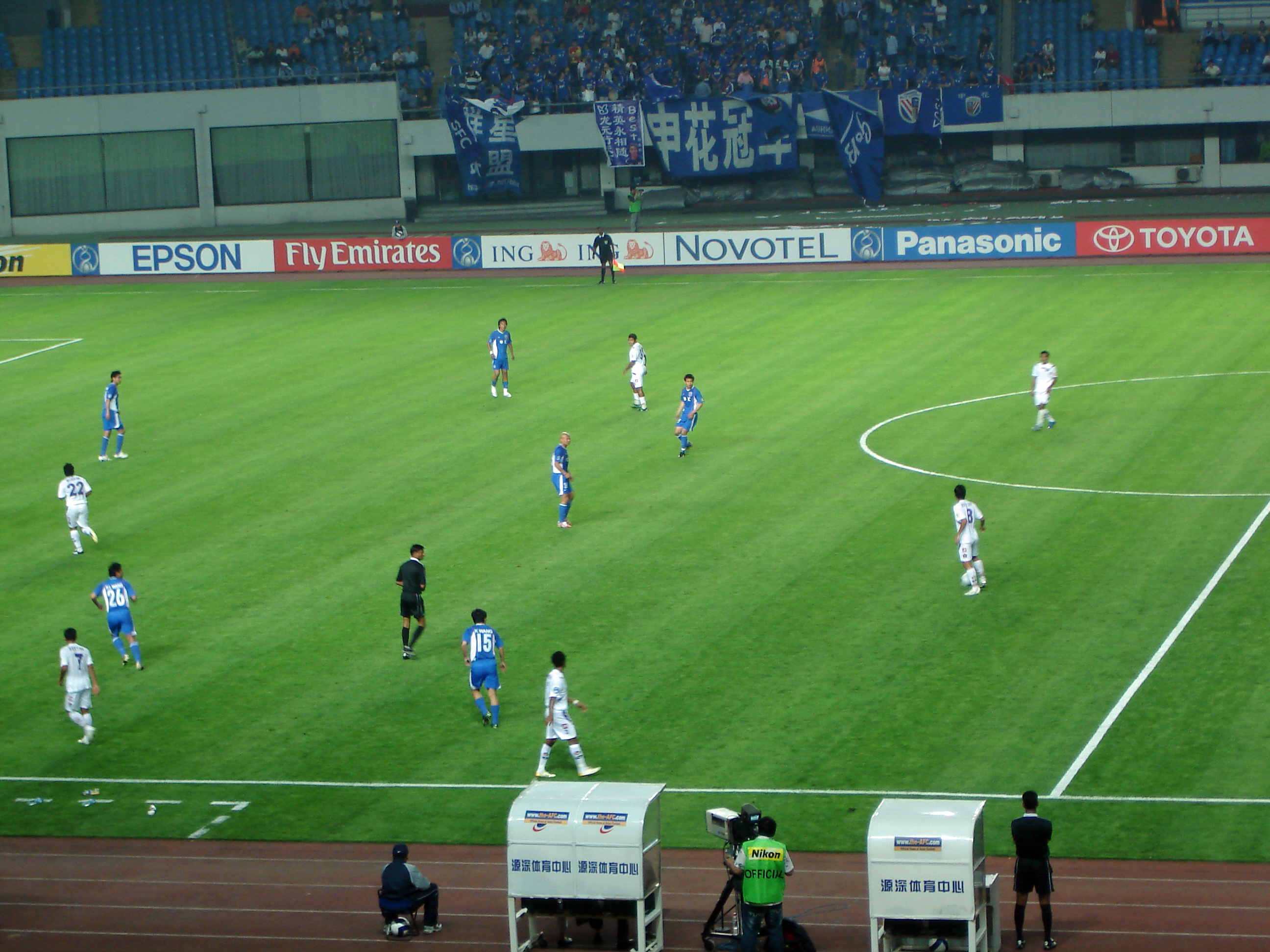
Shanghai Shenhua gegen Persik Kediri im Yuanshen Stadium (AFC Champions League 2007)

AFC Champions League 2007 war die fünfte Ausgabe der AFC Champions League. Es traten insgesamt 28 Mannschaften aus 15 Mitgliedsverbänden des Asiatischen Fußballverbandes an. Die Saison startete am 7. März 2007 und endete am 14. November desselben Jahres.
Gewinner des Turniers wurden die Urawa Red Diamonds, der japanische Meister konnte sich im Finale gegen den iranischen Vertreter Sepahan Isfahan durchsetzen. Es war der erste Gewinn der AFC Champions League durch einen japanischen Club.

## Qualifikation
Die 15 Verbände, die von der AFC als voll entwickelt eingestuft wurden dürfen jeweils den Meister und den Pokalsieger bzw. den Vizemeister entsenden. Thailand und Vietnam verloren ab 2007 je einen Platz an Australien und waren deshalb nur mit einer Mannschaft vertreten, als Entschädigung erhielten die beiden Verbände einen Startplatz im AFC Cup.

### Westasien
| Irak (2)               | Al-Zawraa (Irakischer Meister) Al-Najaf SC (Irakischer Vize-Meister)        |
| Katar (2)              | Al-Sadd (Katarischer Meister) Al-Rayyan (Katarischer Pokalsieger)           |
| Kuwait (2)             | Al-Kuwait Kaifan (Kuwaitischer Meister) Al-Arabi (Kuwaitischer Pokalsieger) |
| Saudi-Arabien (2)      | Al-Shabab (Saudischer Meister) Al-Hilal (Saudischer Pokalsieger)            |
| Syrien (2)             | Al-Karama (Syrischer Meister) Al-Ittihad (Syrischer Pokalsieger)            |
| Ver. Arab. Emirate (2) | Al-Wahda (VAE-Meister) Al Ain Club (VAE-Pokalsieger)                        |

### Ostasien
| Volksrepublik China (2) | Shandong Luneng Taishan (Chinesischer Meister und Pokalsieger) Shanghai Shenhua (Chinesischer Vize-Meister) |
| Japan (2)               | Urawa Reds (Japanischer Meister und Pokalsieger) Kawasaki Frontale (Japanischer Vize-Meister)               |
| Südkorea (2)            | Seongnam Ilhwa Chunma (Südkoreanischer Meister) Chunnam Dragons (Südkoreanischer Pokalsieger)               |

### Zentralasien
| Iran (2)       | Esteghlal Teheran (Iranischer Meister) Sepahan Isfahan (Iranischer Pokalsieger)                         |
| Usbekistan (2) | Paxtakor Taschkent (Usbekischer Meister und Pokalsieger) FK Neftchi Farg'ona (Usbekischer Vize-Meister) |

### Südostasien
| Australien (2) | Adelaide United (A-League Premiers) Sydney FC (Australischer Meister)          |
| Indonesien (2) | Persik Kediri (Indonesischer Meister) Arema Malang (Indonesischer Pokalsieger) |
| Thailand (1)   | FC Bangkok University (Thailändischer Meister)                                 |
| Vietnam (1)    | Đồng Tâm Long An (Vietnamesischer Meister)                                     |

Die Auslosung der Gruppen fand am 22. Dezember 2006 in Kuala Lumpur statt, wobei die Teilnehmer in sieben Gruppen mit jeweils vier Mannschaften eingeteilt wurden. Die sieben Gruppensieger und der Vorjahresmeister Jeonbuk Motors spielen dann in den Finalrunden.
Im Februar wurde Esteghlal Teheran von der AFC disqualifiziert, da der Club seine Mannschaft nicht fristgerecht registrierte.

## Gruppenphase

### Gruppe A
| Pl. | Verein    | Sp. | S | U | N | Tore    | Diff. | Punkte |
| --- | --------- | --- | - | - | - | ------- | ----- | ------ |
| 1.  | Al-Wahda  | 6   | 4 | 1 | 1 | 013:600 | +7    | 13     |
| 2.  | Al-Zawraa | 6   | 3 | 2 | 1 | 009:600 | +3    | 11     |
| 3.  | Al-Arabi  | 6   | 2 | 1 | 3 | 010:120 | −2    | 07     |
| 4.  | Al-Rayyan | 6   | 0 | 2 | 4 | 003:110 | −8    | 02     |

| 7. März 2007   |     |                                            |
| Al-Arabi       | 0:1 | Al-Zawraa \|Sabah Al-Salim-Stadion, Kuwait |
| Al-Rayyan      | 0:1 | Al-Wahda \|Umm-Affai-Stadion, Doha         |
| 21. März 2007  |     |                                            |
| Al-Wahda       | 4:1 | Al-Arabi \|Al-Nahyan-Stadion, Abu Dhabi    |
| Al-Zawraa      | 0:0 | Al-Rayyan \|Umm-Affai-Stadion, Doha        |
| 11. April 2007 |     |                                            |
| Al-Zawraa      | 1:2 | Al-Wahda \|Umm-Affai-Stadion, Doha         |
| Al-Arabi       | 1:1 | Al-Rayyan \|Sabah Al-Salim-Stadion, Kuwait |
| 25. April 2007 |     |                                            |
| Al-Wahda       | 1:1 | Al-Zawraa \|Al-Nahyan-Stadion, Abu Dhabi   |
| Al-Rayyan      | 1:3 | Al-Arabi \|Umm-Affai-Stadion, Doha         |
| 9. Mai 2007    |     |                                            |
| Al-Zawraa      | 3:2 | Al-Arabi \|Umm-Affai-Stadion, Doha         |
| Al-Wahda       | 3:0 | Al-Rayyan \|Al-Nahyan-Stadion, Abu Dhabi   |
| 23. Mai 2007   |     |                                            |
| Al-Arabi       | 3:2 | Al-Wahda \|Sabah Al-Salim-Stadion, Kuwait  |
| Al-Rayyan      | 1:3 | Al-Zawraa \|Umm-Affai-Stadion, Doha        |

### Gruppe B
| Pl. | Verein             | Sp. | S | U | N | Tore    | Diff. | Punkte |
| --- | ------------------ | --- | - | - | - | ------- | ----- | ------ |
| 1.  | Al-Hilal           | 4   | 2 | 2 | 0 | 005:100 | +4    | 08     |
| 2.  | Paxtakor Taschkent | 4   | 2 | 0 | 2 | 003:500 | −2    | 06     |
| 3.  | Al-Kuwait Kaifan   | 4   | 0 | 2 | 2 | 002:400 | −2    | 02     |
| 4.  | Esteghlal          | 0   | 0 | 0 | 0 | 000:000 | ±0    | 0      |

| 7. März 2007       |     |                                                |
| Al-Hilal           | 1:1 | Al-Kuwait \|König-Fahd-Stadion, Riad           |
| 21. März 2007      |     |                                                |
| Al-Kuwait          | 0:1 | Paxtakor Taschkent \|Al-Kuwait-Stadion, Kuwait |
| 11. April 2007     |     |                                                |
| Paxtakor Taschkent | 0:2 | Al-Hilal \|Armee-Stadion, Taschkent            |
| 25. April 2007     |     |                                                |
| Al-Hilal           | 2:0 | Paxtakor Taschkent \|König-Fahd-Stadion, Riad  |
| 9. Mai 2007        |     |                                                |
| Al-Kuwait          | 0:0 | Al-Hilal \|Al-Kuwait-Stadion, Kuwait           |
| 23. Mai 2007       |     |                                                |
| Paxtakor Taschkent | 2:1 | Al-Kuwait \|Armee-Stadion, Taschkent           |

### Gruppe C
| Pl. | Verein              | Sp. | S | U | N | Tore    | Diff. | Punkte |
| --- | ------------------- | --- | - | - | - | ------- | ----- | ------ |
| 1.  | Al-Karama           | 6   | 3 | 2 | 1 | 011:700 | +4    | 11     |
| 2.  | FK Neftchi Farg'ona | 6   | 3 | 1 | 2 | 006:700 | −1    | 10     |
| 3.  | Al-Najaf SC         | 6   | 2 | 2 | 2 | 009:800 | +1    | 08     |
| 4.  | Al-Sadd             | 6   | 1 | 1 | 4 | 006:100 | −4    | 04     |

| 7. März 2007     |     |                                                   |
| Al-Karama        | 2:1 | Al-Sadd \|Khaled bin Walid-Stadion, Homs          |
| Najaf            | 0:1 | Neftchi Farg'ona \|Sabah Al-Salim-Stadion, Kuwait |
| 21. März 2007    |     |                                                   |
| Al-Sadd          | 1:4 | Najaf \|Al-Sadd-Stadion, Doha                     |
| Neftchi Farg'ona | 2:1 | Al-Karama \|Fargona-Stadion, Fargona              |
| 11. April 2007   |     |                                                   |
| Al-Sadd          | 2:0 | Neftchi Farg'ona \|Al-Sadd-Stadion, Doha          |
| Al-Karama        | 1:1 | Najaf \|Khaled bin Walid-Stadion, Homs            |
| 25. April 2007   |     |                                                   |
| Najaf            | 2:4 | Al-Karama \|Sabah Al-Salim-Stadion, Kuwait        |
| Neftchi Farg'ona | 2:1 | Al-Sadd \|Fargona-Stadion, Fargona                |
| 9. Mai 2007      |     |                                                   |
| Al-Sadd          | 1:1 | Al-Karama \|Al-Sadd-Stadion, Doha                 |
| Neftchi Farg'ona | 1:1 | Najaf \|Fargona-Stadion, Fargona                  |
| 23. Mai 2007     |     |                                                   |
| Al-Karama        | 2:0 | Neftchi Farg'ona \|Khaled bin Walid-Stadion, Homs |
| Najaf            | 1:0 | Al-Sadd \|Sabah Al-Salim-Stadion, Kuwait          |

### Gruppe D
| Pl. | Verein      | Sp. | S | U | N | Tore    | Diff. | Punkte |
| --- | ----------- | --- | - | - | - | ------- | ----- | ------ |
| 1.  | Sepahan     | 6   | 4 | 1 | 1 | 012:500 | +7    | 13     |
| 2.  | Al-Shabab   | 6   | 3 | 1 | 2 | 009:300 | +6    | 10     |
| 3.  | Al Ain Club | 6   | 1 | 3 | 2 | 005:800 | −3    | 06     |
| 4.  | Al-Ittihad  | 6   | 0 | 3 | 3 | 003:130 | −10   | 03     |

| 7. März 2007   |     |                                             |
| Sepahan        | 2:1 | Al-Ittihad \|Foolad-Shahr-Stadion, Isfahan  |
| Al Ain Club    | 0:2 | Al-Shabab \|Sheikh-Khalifa-Stadion, al-Ain  |
| 21. März 2007  |     |                                             |
| Al-Shabab      | 0:1 | Sepahan \|König-Fahd-Stadion, Riad          |
| Al-Ittihad     | 0:0 | Al Ain Club \|Al-Hamadaniah-Stadion, Aleppo |
| 11. April 2007 |     |                                             |
| Al-Shabab      | 4:0 | Al-Ittihad \|König-Fahd-Stadion, Riad       |
| Al Ain Club    | 3:2 | Sepahan \|Sheikh-Khalifa-Stadion, al-Ain    |
| 25. April 2007 |     |                                             |
| Sepahan        | 1:1 | Al Ain Club \|Foolad-Shahr-Stadion, Isfahan |
| Al-Ittihad     | 1:1 | Al-Shabab \|Al-Hamadaniah-Stadion, Aleppo   |
| 9. Mai 2007    |     |                                             |
| Al-Shabab      | 2:0 | Al Ain Club \|König-Fahd-Stadion, Riad      |
| Al-Ittihad     | 0:5 | Sepahan \|Al-Hamadaniah-Stadion, Aleppo     |
| 23. Mai 2007   |     |                                             |
| Sepahan        | 1:0 | Al-Shabab \|Foolad-Shahr-Stadion, Isfahan   |
| Al Ain Club    | 1:1 | Al-Ittihad \|Sheikh-Khalifa-Stadion, al-Ain |

### Gruppe E
| Pl. | Verein           | Sp. | S | U | N | Tore    | Diff. | Punkte |
| --- | ---------------- | --- | - | - | - | ------- | ----- | ------ |
| 1.  | Urawa Reds       | 6   | 2 | 4 | 0 | 009:500 | +4    | 10     |
| 2.  | Sydney FC        | 6   | 2 | 3 | 1 | 008:500 | +3    | 09     |
| 3.  | Persik Kediri    | 6   | 2 | 1 | 3 | 006:160 | −10   | 07     |
| 4.  | Shanghai Shenhua | 6   | 1 | 2 | 3 | 007:400 | +3    | 05     |

| 7. März 2007   |     |                                            |
| Shanghai       | 1:2 | Sydney \|Yuanshen-Stadion, Shanghai        |
| Urawa Reds     | 3:0 | Persik Kediri \|Saitama Stadion, Saitama   |
| 21. März 2007  |     |                                            |
| Persik Kediri  | 1:0 | Shanghai \|Manahan-Stadion, Surakarta      |
| Sydney         | 2:2 | Urawa Reds \|Aussie Stadium, Sydney        |
| 11. April 2007 |     |                                            |
| Urawa Reds     | 1:0 | Shanghai \|Saitama Stadion, Saitama        |
| Persik Kediri  | 2:1 | Sydney \|Manahan-Stadion, Surakarta        |
| 25. April 2007 |     |                                            |
| Shanghai       | 0:0 | Urawa Reds \|Yuanshen-Stadion, Shanghai    |
| Sydney         | 3:0 | Persik Kediri \|Aussie Stadium, Sydney     |
| 9. Mai 2007    |     |                                            |
| Persik Kediri  | 3:3 | Urawa Reds \|Manahan-Stadion, Surakarta    |
| Sydney         | 0:0 | Shanghai \|Aussie Stadium, Sydney          |
| 23. Mai 2007   |     |                                            |
| Urawa Reds     | 0:0 | Sydney \|Saitama Stadion, Saitama          |
| Shanghai       | 6:0 | Persik Kediri \|Yuanshen-Stadion, Shanghai |

### Gruppe F
| Pl. | Verein                | Sp. | S | U | N | Tore    | Diff. | Punkte |
| --- | --------------------- | --- | - | - | - | ------- | ----- | ------ |
| 1.  | Kawasaki Frontale     | 6   | 5 | 1 | 0 | 015:400 | +11   | 16     |
| 2.  | Chunnam Dragons       | 6   | 3 | 1 | 2 | 007:800 | −1    | 10     |
| 3.  | Arema Malang          | 6   | 1 | 1 | 4 | 002:900 | −7    | 04     |
| 4.  | FC Bangkok University | 6   | 0 | 3 | 3 | 004:700 | −3    | 03     |

| 7. März 2007      |     |                                                         |
| Bangkok           | 0:0 | Chuunam Dragons \|Thai-Japanese-Stadion, Bangkok        |
| Arema Malang      | 1:3 | Kawasaki Frontale \|Gajayana-Stadion, Malang            |
| 21. März 2007     |     |                                                         |
| Chuunam Dragons   | 2:0 | Arema Malang \|Gwangyang-Fußballstadion, Gwangyang      |
| Kawasaki Frontale | 1:1 | Bangkok \|Todoroki-Athletics-Stadion, Kawasaki          |
| 11. April 2007    |     |                                                         |
| Chuunam Dragons   | 1:3 | Kawasaki Frontale \|Gwangyang-Fußballstadion, Gwangyang |
| Bangkok           | 0:0 | Arema Malang \|Thai-Japanese-Stadion, Bangkok           |
| 25. April 2007    |     |                                                         |
| Arema Malang      | 1:0 | Bangkok \|Gajayana-Stadion, Malang                      |
| Kawasaki Frontale | 3:0 | Chuunam Dragons \|Todoroki-Athletics-Stadion, Kawasaki  |
| 9. Mai 2007       |     |                                                         |
| Chuunam Dragons   | 3:2 | Bangkok \|Gwangyang-Fußballstadion, Gwangyang           |
| Kawasaki Frontale | 3:0 | Arema Malang \|Todoroki-Athletics-Stadion, Kawasaki     |
| 23. Mai 2007      |     |                                                         |
| Bangkok           | 1:2 | Kawasaki Frontale \|Thai-Japanese-Stadion, Bangkok      |
| Arema Malang      | 0:1 | Chuunam Dragons \|Gajayana-Stadion, Malang              |

### Gruppe G
| Pl. | Verein                  | Sp. | S | U | N | Tore    | Diff. | Punkte |
| --- | ----------------------- | --- | - | - | - | ------- | ----- | ------ |
| 1.  | Seongnam                | 6   | 4 | 1 | 1 | 013:600 | +7    | 13     |
| 2.  | Shandong Luneng Taishan | 6   | 4 | 1 | 1 | 012:800 | +4    | 13     |
| 3.  | Adelaide United         | 6   | 2 | 2 | 2 | 009:600 | +3    | 08     |
| 4.  | Đồng Tâm                | 6   | 0 | 0 | 6 | 004:180 | −14   | 0      |

| 7. März 2007     |     |                                                 |
| Adelaide United  | 0:1 | Shandong Lueng \|Hindmarsh Stadium, Adelaide    |
| Seongnam         | 4:1 | Đồng Tâm Long An \|Seongnam 2-Stadion, Seongnam |
| 21. März 2007    |     |                                                 |
| Shangdong Lueng  | 2:1 | Seongnam \|Shandong-Stadion, Jinan              |
| Đồng Tâm Long An | 0:2 | Adelaide United \|Long An Stadium, Tân An       |
| 11. April 2007   |     |                                                 |
| Shangdong Lueng  | 4:0 | Đồng Tâm Long An \|Shandong-Stadion, Jinan      |
| Adelaide United  | 2:2 | Seongnam \|Hindmarsh Stadium, Adelaide          |
| 25. April 2007   |     |                                                 |
| Seongnam         | 1:0 | Adelaide United \|Seongnam 2-Stadion, Seongnam  |
| Đồng Tâm Long An | 1:2 | Shandong Lueng \|Long An Stadium, Tân An        |
| 9. Mai 2007      |     |                                                 |
| Shandong Lueng   | 2:2 | Adelaide United \|Shandong-Stadion, Jinan       |
| Đồng Tâm Long An | 1:2 | Seongnam \|Long An Stadium, Tân An              |
| 23. Mai 2007     |     |                                                 |
| Adelaide United  | 3:0 | Đồng Tâm Long An \|Hindmarsh Stadium, Adelaide  |
| Seongnam         | 3:0 | Shandong Lueng \|Seongnam 2-Stadion, Seongnam   |

## Finalrunde

### Viertelfinale
Die Auslosung der Viertelfinalbegegnungen fand am 13. Juni 2007 in Kuala Lumpur statt. Die Spiele wurden am 19. und 26. September 2007 ausgetragen.
|                       | Gesamt          |                   | Hinspiel | Rückspiel |
| --------------------- | --------------- | ----------------- | -------- | --------- |
| Sepahan Isfahan       | 0:0 (5:4 i. E.) | Kawasaki Frontale | 0:0      | 0:0       |
| Seongnam Ilhwa Chunma | 4:1             | Al-Karama         | 2:1      | 2:0       |
| Al-Wahda              | 1:1             | Al-Hilal          | 0:0      | 1:1       |
| Urawa Reds            | 4:1             | Jeonbuk Motors    | 2:1      | 2:0       |

### Halbfinale
Gespielt wurde am 3. und 24. Oktober
|                       | Gesamt          |            | Hinspiel | Rückspiel |
| --------------------- | --------------- | ---------- | -------- | --------- |
| Sepahan Isfahan       | 3:1             | Al-Wahda   | 3:1      | 0:0       |
| Seongnam Ilhwa Chunma | 4:4 (3:5 i. E.) | Urawa Reds | 2:2      | 2:2       |

### Finale
Gespielt wurde am 7. und 14. November.
|                 | Gesamt |            | Hinspiel | Rückspiel |
| --------------- | ------ | ---------- | -------- | --------- |
| Sepahan Isfahan | 1:3    | Urawa Reds | 1:1      | 0:2       |

## Beste Torschützen
| Rang | Spieler               | Klub                     | Tore |
| ---- | --------------------- | ------------------------ | ---- |
| 1    | Mota                  | Seongnam Ilhwa Chunma    | 7    |
| 2    | Seyed Mohammad Salehi | Sepahan Isfahan          | 5    |
| 3    | Steve Corica          | Sydney FC                | 4    |
|      | Rodrigão              | Al-Hilal (Saudi-Arabien) | 4    |
|      | Firas Al Khatib       | Al-Arabi (Kuwait)        | 4    |
|      | Said Mohsen Ali       | Najaf FC                 | 4    |
|      | Travis Dodd           | Adelaide United          | 4    |
|      | Kim Dong-hyun         | Seongnam Ilhwa Chunma    | 4    |